# باربارانو رومانو
باربارانو رومانو هي بلدية في مقاطعة فيتيربو في منطقة لاتيوم الإيطالية ، وتقع على بعد حوالي 50 كيلومترًا (31 ميلًا) شمالي غرب روما وحوالي 20 كيلومترًا (12 ميلًا) جنوبي فيتربو .
تقع هذه البلدية على حدود عدة بلديات هي: بليرا، كابرانيكا، ڤيچانو، ڤيترالا، و ڤيلا سان قيوڤاني التي تقع في توسكيا.
تحتوي روكا سينيبالدا على معالم سياحية عديدة، أهمها: جدران القرون الوسطى
كنيسة المصلوب، التي قد بنيت في القرنين الثاني عشر والثالث عشر، أيضاً كنيسة سانت أنجيلو غير المقدسة، وكنيسة سانتا ماريا ديل بيانو، التي كانت في القرنين الثالث عشر وأواخر السادس عشر، كما يوجد بالبلدية قصر الطائفي
و مقبرة سان جوليانو القديمة.